# Joseph Hooker
Joseph Hooker (13 de novembre de 1814 - 31 d'octubre de 1879), fou un oficial de carrera de l'Exèrcit dels Estats Units d'Amèrica, lluità en la Intervenció Nord-americana a Mèxic i fou un major general en l'exèrcit de la Unió durant la Guerra Civil dels Estats Units.
Encara que va servir en tota la guerra, usualment amb mèrit, Hooker és més aviat recordat per la seva impressionant derrota a mans del general confederat Robert E. Lee a la batalla de Chancellorsville en 1863. Va esdevenir conegut com a Fighting Joe (Joe el que lluita), per un error en una oficina civil. Amb tot i això, el sobrenom es mantingué.